# Таледжо (сыр)
Таледжо (МФА: [taˈleddʒo]) — полумягкий итальянский сыр с кожурой, который назван в честь местности Таледжо. Сыр имеет тонкую корочку и сильный аромат, а его вкус сравнительно нежный с необычно фруктовым привкусом.

## История
Таледжо и подобные сыры были известны еще с римских времен, и Цицерон, Катон Старший и Плиний Старший упоминали его в своих трудах. Сыр производился исключительно в долине Таледжио до конца 1800-х годов, после чего производство частично перешло в Ломбардскую равнину на юге.

## Производство
Производство проходит каждую осень и зиму. В начале сквашенное молоко привозят в лабораторию. Сыр устанавливается на деревянные полки в камерах, иногда в пещерах по традиции, и созревает в течение шести-десяти недель. Он моется раз в неделю морской губкой, чтобы предотвратить рост плесени и формирования оранжевой или розовой корочки на сыре.
Сегодня сыр изготавливается из пастеризованного молока и сырого молока на заводах.

## Подача
Сыр можно употреблять в пищу натертым в салатах, таких как радиккио или руккола (рокет, аругула), и со специями и помидорами на брускетте. Он хорошо тает и может быть использован в ризотто или поленте.

## Информации о питательной ценности
| Содержание жира                            | 48 %                                                     | 48 %                                                     |
| Пищевая ценность (за 100 граммов (3,5 oz)) | энергия                                                  | 294 ккал, 1,230 кДж                                      |
| Пищевая ценность (за 100 граммов (3,5 oz)) | белки                                                    | 18 г (0,63 oz)                                           |
| Пищевая ценность (за 100 граммов (3,5 oz)) | жиры                                                     | 25 г (0,88 oz)                                           |
| Пищевая ценность (за 100 граммов (3,5 oz)) | кальций                                                  | 460 мг (7,1 г)                                           |
| Пищевая ценность (за 100 граммов (3,5 oz)) | фосфор                                                   | 360 мг (5,6 г)                                           |
| Пищевая ценность (за 100 граммов (3,5 oz)) | магний                                                   | 22 мг (0,34 г)                                           |
| Пищевая ценность (за 100 граммов (3,5 oz)) | витамин А                                                | 450 мг (6,9 г)                                           |
| Пищевая ценность (за 100 граммов (3,5 oz)) | витамин в2                                               | 280 мг (4,3 г)                                           |
| Пищевая ценность (за 100 граммов (3,5 oz)) | витамин в6                                               | 131 мг (2,02 г)                                          |
| Пищевая ценность (за 100 граммов (3,5 oz)) | витамин Е                                                | 4450 мг (68,7 г)                                         |
| Размеры                                    | 18–20 см (7,1–7,9 ″) площадь, высота: 5–8 см (2,0–3,1 ″) | 18–20 см (7,1–7,9 ″) площадь, высота: 5–8 см (2,0–3,1 ″) |
| Вес                                        | 1,8–2,2 кг (4,0–4,9 фунта)                               | 1,8–2,2 кг (4,0–4,9 фунта)                               |